# Український (Красносулинський район)
Український — хутір в Красносулинському районі Ростовської області.
Входить до складу Киселівського сільського поселення.

## Географія

### Вулиці
- вул. Ворошилова,
- вул. Зарічна,
- вул. Кооперативна,
- вул. Коротка,
- вул. Садова,
- вул. Стєпная.